# Marina Simonian
Marina Waczaganowna Simonian (ros. Марина Вачагановна Симонян; ur. 10 października 1996) – rosyjska zapaśniczka walcząca w stylu wolnym. Zajęła siódme miejsce na mistrzostwach świata w 2019. Piąta w mistrzostwach Europy w 2020. Szósta w Pucharze Świata w 2019. Trzecia na MŚ U-23 w 2019 roku.
Wicemistrzyni Rosji w 2019, 2020 i 2023; trzecia w 2017, 2018 i 2021 roku.